# Karolinerglasögonfågel
Karolinerglasögonfågel (Zosterops semperi) är en fågel i familjen glasögonfåglar inom ordningen tättingar.

## Utseende och läte
Karolinerglasögonfågeln är en liten fågel med gulgrön ovansida och beigegrön undersida. På huvudet syns en tydligt vit ring runt ögat med en gul fläck framför samt ett tunt svart streck från näbben och vidare bakåt under ögat. Bland lätena hörs gnissliga tjirpanden och ljusa korta visslingar.

## Utbredning och systematik
Karolinerglasögonfågeln förekommer i ögruppen Karolinerna i västra Stilla havet. Den delas in i tre underarter med följande utbredning:
- Zosterops semperi semperi – förekommer i Palauöarna (Babelthuap, Koror, Garakayo och Palau)
- Zosterops semperi owstoni – förekommer på Chuuk
- Zosterops semperi takatsukasai – förekommer på Pohnpei

## Status
Karolinerglasögonfågel har ett begränsat utbredningsområde. Beståndsutvecklingen är oklar. IUCN kategoriserar arten som livskraftig.

## Namn
Fågelns vetenskapliga artnamn hedrar Carl Gottfried Semper (1832-1893), tysk zoolog och samlare av specimen verksam i Filippinerna 1858-1865.